# الكنتور
الكنتور  (بالإنجليزية: EL GANTOUR)‏ هي جماعة قروية تابعة لإقليم آسفي ضمن جهة دكالة عبدة بالمغرب.  بلغ مجموع عدد سكان  الكنتور حسب إحصاءات 2004  حوالي 18893 نسمة من بينهم 3 أجانب يعيشون في 3351 أسرة.